# Rathcoffey Castle
Rathcoffey Castle (irisch Caisleán Ráth Chofaigh) ist die Ruine einer Niederungsburg auf einem Feld östlich des Dorfes Rathcoffey im irischen County Kildare. Die Ruine aus dem 15. Jahrhundert gilt als National Monument.

## Beschreibung
Der Hauptteil des freistehenden Gebäudes ist ein zweistöckiges Torhaus, das zu einer Einfriedung führte, in der die eigentliche Burg stand. In der Ostmauer hat es ein gekuppletes Fenster. Vermutlich stammt das Gebäude aus dem 15. Jahrhundert.

## Geschichte
John Wogan erhielt 1317 die Grundherrschaft Rathcoffey, und seine Nachfahren ließen dort eine Burg errichten. Die Wogans waren Cambro-Normannen, der Name ist vermutlich aus dem walisischen Gwgan abgeleitet. 1417 wurde Rathcoffey Castle in einem Wittum der Wogans erwähnt.
1453 griff eine Armee unter Führung von Richard Wogan Rathcoffey Castle an und eroberte es von dessen Base Anne Eustace, geb. Wogan. Anne gehörte einer älteren Linie an, aber Richard war der älteste männliche Erbe. In der Folge dieses Konfliktes blieb Richard die Kontrolle über Rathcoffey Castle, während Anne und ihre Nachfahren der Familie Eustace in Besitz der Ländereien der Wogans und des Clangowes Wood blieben.
1580 schloss sich William Wogan der Zweiten Desmond-Rebellion an, die die römisch-katholische Sache unterstützte. Im Folgejahr wurde er hingerichtet und alle seine Ländereien konfisziert. Die Familie erlangte Rathcoffey Castle bald danach zurück.
In den Kriegen der Drei Königreiche in den 1640er-Jahren schlugen sich die Wogans auf die Seite des Parlaments, und Colonel Moncks Armee marschierte auf Rathcoffey Castle, das sie dann belagerte. Nach dem Fall der Burg 1642 wurden viele Zivilisten getötet; ihre Gebeine wurden im 19. Jahrhundert in einem Wald in der Nähe gefunden. Die Garnison der Burg wurde in Dublin hingerichtet.
im 18. Jahrhundert gehörte die Burg Richard Wogan Talbot. Archibald Hamilton Rowan (später ein führender United Irishman) kaufte sie 1785 und ließ ein neues Landhaus auf dem Anwesen errichten, worin das Wohnhaus der Wogans integriert wurde.
Später kam das Anwesen in die Hände zahlreicher Besitzer, bevor es die Jesuiten kauften und in den 1970er-Jahren an einen örtlichen Bauern weiterverkauften.